# Прыжки в воду на летних Олимпийских играх 1932
Соревнования по прыжкам в воду на летних Олимпийских играх 1932 года проводились среди мужчин и женщин.

## Общий медальный зачёт
| Место | Страна | Золото | Серебро | Бронза | Всего |
| ----- | ------ | ------ | ------- | ------ | ----- |
| 1     | США    | 4      | 4       | 4      | 12    |

## Медалисты

### Мужчины
| Дисциплина   | Золото             | Серебро            | Бронза             |
| ------------ | ------------------ | ------------------ | ------------------ |
| Трамплин 3 м | Майкл Галитцен США | Гарольд Смит США   | Ричард Дегенер США |
| Вышка 10 м   | Гарольд Смит США   | Майкл Галитцен США | Франк Куртц США    |

### Женщины
| Дисциплина   | Золото                  | Серебро              | Бронза           |
| ------------ | ----------------------- | -------------------- | ---------------- |
| Трамплин 3 м | Джорджия Коулмэн США    | Катерин Роулз США    | Джейн Фонтц США  |
| Вышка 10 м   | Дороти Пойнтон-Хилл США | Джорджия Коулмэн США | Марион Ропер США |